# Orden Augusto César Sandino
La Orden Augusto César Sandino es la máxima condecoración de Nicaragua.
Fue creada por Decreto n.º 851 de la Junta de Gobierno de Reconstrucción Nacional del 28 de octubre de 1981 y reglamentada el 6 de noviembre de 1981. Lleva su nombre en conmemoración Augusto César Sandino (1895-1934), el máximo héroe nacional nicaragüense.
Es una orden para nacionales y extranjeros concedida «en reconocimiento a servicios excepcionales prestados a la Patria o a la Humanidad». Comprende tres grados, nombrados en memoria de eventos de la historia nicaragüense, de mayor a menor:
- Batalla de San Jacinto;
- Batalla del Coyotepe;
- Batalla del Ocotal.

La medalla consiste en cuatro brazos terminados en doble punta (dorado para el primer grado, plateado para el segundo y bronce para el tercero) llevando al centro la efigie en relieve de Augusto César Sandino en oro sobre esmalte rojo, sobre las banderas alternadas azul y blanco (superior) y rojo y negro (inferior). Todo lo cual pende de una cinta azul y blanca con un botón rojo y negro. Lleva las inscripciones «República de Nicaragua», «Orden Augusto César Sandino» y el nombre del grado correspondiente.
Cuando fallece la persona merecedora de la condecoración, sus herederos pueden conservar la medalla, pero sin derecho a usarla. Cuando un galardonado es promovido a un grado superior de la orden, debe devolver las insignias del grado anterior.